# Episodi di FBI (seconda stagione)
La seconda stagione della serie televisiva FBI, composta da 19 episodi, è stata trasmessa in prima visione assoluta negli Stati Uniti d'America da CBS dal 24 settembre 2019 al 31 marzo 2020; inizialmente composta da 22 episodi, è stata ridotta a 19 a causa della pandemia di COVID-19.
In Italia la prima parte della stagione (episodi nº 1-12) è stata trasmessa in prima visione da Rai 2 dal 4 gennaio al 7 marzo 2020, mentre la seconda (episodi nº 13-19) dal 9 gennaio al 20 febbraio 2021.
L'episodio 18 è la prima parte di un crossover con lo spin-off FBI: Most Wanted, di cui il 9º episodio della prima stagione rappresenta la seconda parte.
| n° | Titolo originale     | Titolo italiano           | Prima TV USA      | Prima TV Italia  |
| -- | -------------------- | ------------------------- | ----------------- | ---------------- |
| 1  | Little Egypt         | Un caso personale         | 24 settembre 2019 | 4 gennaio 2020   |
| 2  | The Lives of Others  | A casa con Stacy          | 1º ottobre 2019   | 4 gennaio 2020   |
| 3  | American Idol        | Idoli americani           | 8 ottobre 2019    | 11 gennaio 2020  |
| 4  | An Imperfect Science | Il colore della pelle     | 15 ottobre 2019   | 11 gennaio 2020  |
| 5  | Crossroads           | Decisione difficile       | 22 ottobre 2019   | 18 gennaio 2020  |
| 6  | Outsider             | Estranea                  | 5 novembre 2019   | 18 gennaio 2020  |
| 7  | Undisclosed          | Segreto                   | 12 novembre 2019  | 25 gennaio 2020  |
| 8  | Codename: Ferdinand  | Nome in codice: Ferdinand | 19 novembre 2019  | 25 gennaio 2020  |
| 9  | Salvation            | Salvezza                  | 26 novembre 2019  | 1º febbraio 2020 |
| 10 | Ties That Bind       | Vittime                   | 17 dicembre 2019  | 1º febbraio 2020 |
| 11 | Fallout              | Le cose non dette         | 7 gennaio 2020    | 29 febbraio 2020 |
| 12 | Hard Decisions       | Lavoro di squadra         | 14 gennaio 2020   | 7 marzo 2020     |
| 13 | Payback              | Vendetta                  | 21 gennaio 2020   | 9 gennaio 2021   |
| 14 | Studio Gangster      | Sensi di colpa            | 28 gennaio 2020   | 16 gennaio 2021  |
| 15 | Legacy               | Una grande bugia          | 11 febbraio 2020  | 23 gennaio 2021  |
| 16 | Safe Room            | Camera blindata           | 18 febbraio 2020  | 30 gennaio 2021  |
| 17 | Broken Promises      | Promesse infrante         | 10 marzo 2020     | 6 febbraio 2021  |
| 18 | American Dreams      | Il sogno americano        | 24 marzo 2020     | 13 febbraio 2021 |
| 19 | Emotional Rescue     | Relazioni pericolose      | 31 marzo 2020     | 20 febbraio 2021 |

## Un caso personale
- Titolo originale: Little Egypt
- Diretto da: Arthur W. Forney
- Scritto da: Rick Eid

### Trama
Bell e Zidan indagano sull'esplosione di un ristorante egiziano, ma per Zidan è un caso personale. Chazal viene promossa sul campo e viene affiancata dall'agente Stuart Scola. Zidan scopre che uno dei testimoni è un agente sotto copertura.
- Guest star: Jared Ward (Joseph Nasser), Nik Sadhnani (Karim Gamal), Paul Karmiryan (Rhami Maroun), Jack DiFalco (Justin Murphy), Jon Haslam (Steve Gorman), Dahlia Azama(Zara Gamal), Ethan Hova (Michael Moosa), Alok Tewari (Ray Samra), Cindy Cheung (agente NYPD), Anthoula Katsimatides (agente NSA), Faruk Amireh (sovrintendente), Jean Tree (Victoria), Billy Rick (agente #1), Derek Hedlund (agente #2).
- Ascolti USA: 8 830 000 telespettatori[4]
- Ascolti Italia: 1 298 000 telespettatori – share 5,67%[5]

## A casa con Stacy
- Titolo originale: The Lives of Others
- Diretto da: Alex Chapple
- Scritto da: David Amann

### Trama
Il figlio di una famosa blogger viene rapito, e per questo Bell, Zidan, Scola e la Chazel vedono i milioni di follower dei video della madre del rapito. Nel frattempo, la Chazel si adatta alla vita come agente sul campo e la Bell rivaluta il modo in cui ha affrontato la morte del marito.
- Guest star: Amy Rutberg (Stacy Harper), Sebastian Arcelus (Drew Harper), Owen Dammacco (Eli), Roshawn Franklin (agente Hobb), Taylor Anthony Miller (Kelly Corran), Jordan Gelber (Todd Crebins), Caroline Huey (Lisa Defasio), Patrick Murney (Wayne Rydell), Nemuna Ceesay (Karen), Craig Wroe (Art Colby), Jacopo Rampini (Nick), Martin Barabas (Howard Hirsch), Brad Frazier (soldato Fox), Joe Feldman-Barros (Barista), Natasha Murray (tecnico ERT).
- Ascolti USA: 9 460 000 telespettatori[6]
- Ascolti Italia: 1 644 000 telespettatori – share 7,43%[5]

## Idoli americani
- Titolo originale: American Idol
- Diretto da: Milena Govich e Constantine Makris
- Scritto da: Mo Masi

### Trama
Bell e Zidan indagano sull'attentato a una donna in corsa per la presidenza in cui viene ferita e la sua guardia rimane uccisa. Mentre la squadra corre contro il tempo per trovare l'autore, scoprono che qualcuno la voleva morta per il torto subito.
- Guest star: Sasha Alexander (Valerie Caldwell), Fernando Funan Chien (Ray Zhao), Guy Lockard (Len Barker), Meeya Davis(Sasha Harris), Terron Jones (Wayne Simmons), Paul Hickert (Bill Sullivan), Jennifer Blood (Gabrielle Delgado), Carmen Lamar Gonzalez (Carla Flores), Jacob Knoll (Daniel Harley), Max Wolkowitz(personale addetto alle relazioni pubbliche), Cindy Cheung (agente NYPD), Sarah Nina Hayon (Paula Alvarez), Greg Brostrom (Alex Nelson), Nicholas Baroudi (Christopher Wharton), Richard Andrew Torres (ufficiale polizia del Campidoglio).
- Ascolti USA: 8 700 000 telespettatori[6]
- Ascolti Italia: 1 171 000 telespettatori – share 4,79%[7]

## Il colore della pelle
- Titolo originale: An Imperfect Science
- Diretto da: Jean de Segonzac
- Scritto da: Erica Shelton Kodish

### Trama
Bell e Zidan indagano sulla sparatoria in un night club per neri, in cui ha perso una vita un ragazzo, e sembra che l'FBI abbia ignorato le precedenti minacce di un gruppo suprematista bianco. Uno di loro ammette il crimine, ma la Bell crede che sia stato qualcun altro. La Chazel vuole decidere tra la sua responsabilità nei confronti dell'FBI e la comunità nera.
- Guest star: Jerusha Cavazos (Trina Mortin), Jequan Jackson (Caleb Proter), Jamar Greene (Bouncer), Tyrone Marshall Brown (Damon Stokes), Victora Bermudez (amica di Trina), Shay Vawn (Patrice), Darwin Harris (proprietario Club), Carrington Vilmont (Bruce Galley), Anthony Goes (Hank Cafferty), Tommy Nelson (Ivan Childress), Rebecca Watson (Judy), Ejyp Johnson (Club Manager), Garrett Richmond (Ace), Einar Gunn (sovrintendente), Salar Ghajar (Jim Housley Dietz), Stephanie Rocio (Jasmine).
- Ascolti USA: 8 750 000 telespettatori[8]
- Ascolti Italia: 1 435 000 telespettatori – share 5,97%[7]

## Decisione difficile
- Titolo originale: Crossroads
- Diretto da: Charles S. Carroll
- Scritto da: Rick Eid e Claire Demorest

### Trama
Bell e Zidan indagano sul rapimento di un uomo, scoprendo che stava trasportando qualcosa sul suo camion. Jubal deve prendere una decisione riguardo alla moglie e ai figli divorziati.
- Guest star: Erin Darke (Laura Russo), Elia Monte-Brown (Andrea Navarro), Taylor Anthony Miller (Kelly Moran), Michael Mcgrady (Tom Brennan), Juan Gabriel Pareja (Miguel Boaz), Alejandro Santoni (Jorge Madrigal), Jeff Torres (Pedro Velez), Claybourne Elder (Jim Russo), Mara Davi (Samantha), Talia Cuomo (Abigail), Caleb Reese Paul (Tyler), Austin Iredale (Alec), Stephen Badalamenti (Steve Vann), Joshua Cameron (Bartender), Theodore Helm (primo figlio di Russo), Joseph Decandia (secondo figlio di Russo) Raul Aranas (Motel Manager), Natasha Murray (tecnico ERT).
- Ascolti USA: 8 870 000 telespettatori[9]
- Ascolti Italia: 1 253 000 telespettatori – share 5,28%[10]

## Estranea
- Titolo originale: Outsider
- Diretto da: Stephen Surjik
- Scritto da: Rick Eid e David Amann

### Trama
Bell e Zidan indagano sull'omicidio di un uomo, scoprendo che era un informatore che aveva contattato la SEC per un accordo strano. Le conoscenze interne di Scola come ex trader si rivelano utili quando lui e la Chazel passano in rassegna banchieri e trader di investimento dalle labbra serrate.
- Guest star: Yasmine Aker (Mona Nazari), Roshawn Franklin (agente Hobbs), Taylor Anthony Miller (Kelly Moran), Jordan Monaghan (Elena Bondar), Nick Gracer (Nikolas Christo), Kara Jackson (Lydia Forman), Eshan Bay (Trey Clark), Lucas Kerr (Cam Buckley), Anissa Felix (Candice), Alex Ringler (Brad Forman), Mascha Mareen (Jane Garrett), Dave Register (Matt Lapoint), Joel Van Liew (Mike Wells), Jc Montgomery (detective Harden), Derek Hedlund (agente JT), Marisa Jade Parry (ragazza che corre), Thomas Philip O'neill (Neil Mosbach), Sarah Biehler (Svetlana).
- Ascolti USA: 8 540 000 telespettatori[11]
- Ascolti Italia: 1 491 000 telespettatori – share 6,37%[10]

## Segreto
- Titolo originale: Undisclosed
- Diretto da: Emile Levisetti e Richard Dobbs
- Scritto da: Joe Halpin e Katherine Visconti

### Trama
Bell e Zidan indagano sull'omicidio di un medico che voleva denunciare un membro del consiglio d'amministrazione di una società di tecnologia medica per truffa medica. Zidan viene messo in contrasto quando un suo cugino gli chiede un favore per non mentire.
- Guest star: Erinn Ruth (Corrine Baker), Faran Tahir (Ravi Sharma), Taylor Anthony Miller (Kelly Moran), Andrew Rothenberg (Tommy Ward), Michael Abbott Jr. (Jack Shelby), Andre Blake (Robert Cabot), Bryce Romero (Luke Wagnor), Tom Kemnitz Jr. (Wallace Bixby), Gabrielle Lee (Sheryl Cabot), Donnie Keshawarz (Yousef), Amy Staats (Rachel Ward), Katharine Chin (Waiter), Chavonne Marie Rogers (Bartender), John Mazurek (Mark Wagnor), J. Paul Nicholas (detective Adams), Shelley Thomas-Harts (agente Jane Cisneros), Matthew Jacob (buttafuori), Zack Calderon (Daniel Garcia), Layla Khosh (Alicia Barnes).
- Ascolti USA: 8 870 000 telespettatori[12]
- Ascolti Italia: 1 171 000 telespettatori – share 4,95%[13]

## Nome in codice: Ferdinand
- Titolo originale: Codename: Ferdinand
- Diretto da: Alex Zakrewski
- Scritto da: David Amann e Richard Sweren

### Trama
Bell e Zidan indagano sulla morte dovuta per incidente d'auto di un fotografo, scoprono un complotto che coinvolge anche la CIA e le spie russe. Quindi dovranno correre contro il tempo per scoprire l'identità degli agenti per prendere di mira qualcuno. Nel frattempo, la Bell viene avvicinata da un uomo che l'aveva tamponata accidentalmente e le offre un caffè.
- Guest star: Roshawn Franklin (agente Hobs), Malcolm J. Goodwin (agente Collins), Taylor Anthony Miller (Kelly Moran), Shannon Marie Sullivan (Lisa Blake), Tom Lipinski (Ben Blake), Erica Fae (Annie Weber), Vidette Lim (Elise), Amr Elsheikh (Farhad Amiri), Eric William Morris (Jeremy Banks), Thomas Philip O'Neill (Neal Mosbach), L. James (Cabbie), Thaddeus Daniels (Briggs), Abena Mensah-Bonsu (Tess tecnico ERT).
- Ascolti USA: 8 830 000 telespettatori[14]
- Ascolti Italia: 1 397 000 telespettatori – share 6,01%[13]

## Salvezza
- Titolo originale: Salvation
- Diretto da: Alex Chapple e Constantine Makris
- Scritto da: Rick Eid e Michael S. Chernuchin

### Trama
Bell e Zidan indagano sulla scomparsa e poi omicidio di un insegnante di scuola superiore, dopo un litigio con uno dei suoi studenti. Intanto, una testimone chiave nel caso si fa avanti per aiutare la squadra per incastrare l'assassino.
- Guest star: Jade Marie Fernandez (Jessica Sanchez), Maynor Alvarado (Marco Gomez), Vedette Lim (Elise), Evan Williams (Patrick Miller), Jake Ventimiglia (Max Bailey), Brian Lucas (delinquenti #1), Daniella De Jesus (Kayla), Mark Kenneth Smaltz (John D'Amato), Leticia Castillo (madre di Kayla), Mister Fitzgerald (Alex Williams), Alison Whitehurst (Vanessa Gallo), Dina Pearlman (Leslie Brem), Darlesia Cearcy (giudice), Joseph Cassese (agente ICE  #2), Omar Torres II (agente ICE #1), Michael Kelberg (detective Mark Garcia), Sibel Damar (agente FBI K-9), Derek Hedlund (agente JT), Jay Klaitz (Tim Squires), Patrick Boll (Mike Harris), Ashley Marie Ortiz (Ana Sanchez).
- Ascolti USA: 8 810 000 telespettatori[15]
- Ascolti Italia: 1 193 000 telespettatori – share 4,99%[16]

## Vittime
- Titolo originale: Ties That Bied
- Diretto da: Stephen Surjik
- Scritto da: Claire Demorest

### Trama
Bell e Zidan indagano sull'omicidio della figlia di un capo dell'Unità Crimini Sessuali, ma scoprono che l'omicidio è collegato a un serial killer. Kristin commette un errore durante l'addestramento sul campo, che porta a sparare Scola con un paintball. Kristin è ferita alla gola dal serial killer durante il combattimento.
- Guest star: Amanda Warren (Sloan Wallace), Will Chase (detective Harry Bloom), Taylor Anthony Miller (Kelly Moran), Christopher Halladay (Lyle Morgan), Ted Sutherland (Sam Cutchin), Leah Bezozo (Hannah Bloom), Harry Zittel (Jordan Cutchin), Gretchen Hall (Leigh Cutchin), Romy Nordlinger (l'avvocato di Sam), Candace B. Bryant (Grace Vernon), Tyler Fauntleroy (barista), Isabelle Pierre (detective Albany), Laiona Michelle (Barbara Long), Eric Payne (direttore Orstad), Cristina Madero (Liz Dauber), Phyllis Bash (anziana).
- Ascolti USA: 8 470 000 telespettatori[17]
- Ascolti Italia: 1 357 000 telespettatori – share 5,76%[16]

## Le cose non dette
- Titolo originale: Fallout
- Diretto da: Alex Chapple e Constantine Makris
- Scritto da: David Amann e William N. Fordes

### Trama
Mentre Kristin lotta tra la vita e la morte in ospedale, Bell e Zidan indagano sull'omicidio di un uomo d'affari con molti precedenti per molestie sessuali.
- Guest star: Roshawn Franklin (agente Hobbs), Vedette Lim (Elise), Don Noble (Carl Sims), Kelly Fairbrother (Ava Trevor), Ryan Vincent Anderson (detective King), Catherine Haena Kim (Emily Ryder), David Healy (Sam Gilroy), Sara Bues(Gayle Dixon), Anastasia Barzee (Lila Robbins), Jerry Kernion (Ray Shoals), Maureen Sebastian (motociclista Sarah Baines), Declan Eells (ciclista), Gus Scharr (fattorino), Shirley Ann Kaladjian (dottore di pronto soccorso #2), Terralon Walker (infermiera di pronto soccorso), Sergio King (ragazzo), Jesenia Ortiz (infermiera), Rachel Caplan (paramedico), Kurt Uy (dottore di pronto soccorso  #1).
- Ascolti USA: 9 320 000 telespettatori[18]
- Ascolti Italia: 1 313 000 telespettatori – share 5,38%[19]

## Lavoro di squadra
- Titolo originale: Hard Decisions
- Diretto da: Emile Levisetti
- Scritto da: Joe Halpin e Michael S. Chernuchin

### Trama
Bell e Zidan indagano sulla rapina in banca, in cui i rapinatori portano via il contenuto di una cassetta di sicurezza. Kristen torna al lavoro ma nella mansione precedente, credendo che Jubal e la Castillo sono meno sicuri che sia pronta.
- Guest star: Jeremy Davies (Kenneth Bates), Ibrahim Renno (Adam Mizrah, ladra #1), Leslie Silva (agente NSA Dawson), Aaron Roman Weiner (Frank Ryan), John Siciliano (Paul Chambers), Paul Scanlan (capo SWAT), Sibel Damar (gestore SWAT K9), TJ Washington (guardia di sicurezza), Cortney Gift (Det. Chase), Janinah Burnett (direttore di banca), Brian Sears (James Leavins), Anthoula Katsimatides (Agente NSA), Neil Fleischer (vicino), Jesus Papoleto Melendez (postino), Adam Gagan (venditore di Hot dog), Jenny Burks (ausiliare del traffico).
- Ascolti USA: 8 570 000 telespettatori[20]
- Ascolti Italia: 1 092 000 telespettatori – share 4,53%[21]

## Vendetta
- Titolo originale: Payback
- Diretto da: Monica Raymund
- Scritto da: David Amann e Mo Masi

### Trama
Bell e Zidan indagano sul rapimento del figlio di un ex agente dell'FBI e credono che sia un atto di vendetta nei confronti del padre. Ma, il caso interessa anche alla Castillo in seguito a una telefonata.
- Guest star: Roshawn Franklin (agente Hobbs), Vedette Lim (Elise Taylor), Chris Bauer (Dan Osborne), Christina Kirk (Lori Osbourne), Justina Adorno (Gina Ramos), Xander Black (Jake Osbourne), Jared Bybee (Sean Ellis), Zeus Taylor (Warren Cooper), Ryan Jonze (Roy Hoffman), Adam Heller (Howard Maybry), Ava Demary (Beth Kimball), Melissa Rakiro (staff), Jayson Wesley (paramedico).
- Ascolti USA: 9 240 000 telespettatori[22]
- Ascolti Italia: 1 319 000 telespettatori – share 4,80%[23]

## Sensi di colpa
- Titolo originale: Studio Gangster
- Diretto da: Alex Chapple e Richard Dobbs
- Scritto da: Rick Eid e Richard Sweren

### Trama
Bell e Zidan indagano sul duplice omicidio di un avvocato e di una prostituta, credendo che i due abbiano una relazione extraconiugale all'insaputa della moglie, ma in realtà scoprono che l'omicidio è collegato a un rapper colluso con la gang.
- Guest star: Maestro Harrell (Big Trey), Yasmine Aker (Mona Nazari), Sean Baker (Tumper), Wallette Watson (Maya Depriest), Justiin Davis (Evan Miller), Racquel Bailey (Christine Depriest), Sarah Wilson (Allison Conway), Tenisi Davis (Banger One), Carolina Espiro (detective Gates), Carson Fox Harvey (tizio alla moda), Elise Rovinsky (principale Kate Atherton), Tope Oni (informatore #2), Rachel Nicks (Davina), Zani Jones Mbayise (Olivia), Mara Davi (Samantha), Caleb Reese Paul (Tyler).
- Ascolti USA: 9 260 000 telespettatori[24]
- Ascolti Italia: 1 314 000 telespettatori – share 4,90%[25]

## Una grande bugia
- Titolo originale: Legacy
- Diretto da: Carl Seaton
- Scritto da: Claire Demorest

### Trama
Bell e Zidan indagano sul dirottamento di un furgone che trasportava proiettili perforanti, in cui hanno perso la vita i due conducenti del furgone. Si scopre che il tutto è stato orchestrato da Mansor e il suo braccio destro Nur Rojak. Leader di una cellula terroristica, Mansor è scampato ad un raid aereo anni fa quando Zidan era nell'intelligence militare. Infatti Zidan aveva anche ricevuto un encomio per tale azione. La cellula ha come obbiettivo l'accademia di Westpoint guidata dal generale Carson che aveva dato il via libera al raid aereo. Quest'indagine porta Kristin a tornare sul campo.
- Guest star: Quincy Dunn-Baker (Terry Brooks), William Phelps (Daniel Khan), Brian Kamei (Nur Rojak), Bridget Barkan (Lacey Ritter), Enzo Cellucci (Kevin McGuire), Andre Da Silva (Luke Hodge), Warren Bub (David Mills), Patrice Bell (Allison Bryan), Jason Sweet Tooth Williams (capitano portuale), Cindy Cheung (NYPD Rep Ann), R. Ward Duffy (John Van Leer), Mckey Carpenter (Bearded Royal), Roger Anthony (Ibrahim Kahn), Gina Ferrall (Janet Preston), Erinn Anova (agente Diana Oldham), James Wilcox (DHS Boss), Cedric D. Cannon (capo NYPD).
- Ascolti USA: 8 930 000 telespettatori[26]
- Ascolti Italia: 1 447 000 telespettatori – share 5,30%[27]

## Camera blindata
- Titolo originale: Safe Room
- Diretto da: Carlos Bernard
- Scritto da: Rick Eid e Joe Halpin

### Trama
Bell e Zidan indagano sul rapimento della figlia di un miliardario. Il rapitore confessa all'FBI il suo intento. Vuole che indaghino sulla scomparsa della figlia, denunciata ormai tre settimane. L'uomo aveva già sporto denuncia ma viene deriso dalla polizia perché in realtà ha scoperto da soli sei mesi che Stephanie è sua figlia, dopo averlo appreso dalla madre della ragazza ormai deceduta. Quindi la ragazza legalmente non risulta avere una parentela con lui. L'FBI scopre che Stephanie è stata rapita alla stazione degli autobus e poi rivenduta ad Igor, capo di un giro di prostituzione di giovane ragazzine rapite e drogate. Bell e Zidane rintracciano la ragazza che viene portata in ospedale ormai in coma. Valentine tenta di far desistere il padre nell'intento di uccidere la ragazza da lui rapita, ma è costretto a far intervenire la SWAT salvando la ragazza ma ferendo il rapitore. Nell'ultimo scambio prima della morte del rapitore, Valentine confessa a quest'ultimo che il suo modo di agire ha salvato la figlia che nel frattempo si è ripresa dal coma.
- Guest star: Vedette Lim (Elise Taylor), Melanie Rothman (Stephanie Rice), Jorge Humberto Hoyos (Alphonso Gomez), Marchelle Thurman (sergente Jones), Robin S. Walker (Anna), Henry Clarke (Jason Parks), Darren Goldstein (Nathan Ford), Brendan Sexton III (Mike Helton), Thiago Macklin (Sergio/uomo), Sibel Damar (Canine Handler), Anais Blake (ragazza 1), Mia Cusianovic (ragazza #2), Kevin Interdonato (poliziotto locale), Anthony Q. Williams (agente SWAT #1), Paul Scanlan (capo SWAT), Henry Gainza (uomo), Sam Morales (Abigail Porter).
- Ascolti USA: 9 220 000 telespettatori[28]
- Ascolti Italia: 1 375 000 telespettatori – share 5,10%[29]

## Promesse infrante
- Titolo originale: Broken Promises
- Diretto da: Olivia Newman e Constantine Makris
- Scritto da: Tamara Janon

### Trama
Bell e Zidan indagano sull'omicidio di una donna, attivista ambientale ed ex avvocato difensore, avvenuta durante una manifestazione. Si pensa all'ex fidanzato come omicida ma in realtà l'omicidio si lega a quello del capo di una gang. Infatti tutto riconduce ad un Alex, un ragazzo sedicenne arrestato quattro anni fa per concorso in omicidio. Quest'ultimo non collaborò con l'FBI indicando il vero omicida poiché suo padre gli impose il silenzio proprio per le minacce ricevute dal capo della gang ora morto. Cosi la donna morta che all'epoca era il suo difensore patteggiò con il procuratore mandando in prigione Alex che in quel luogo fu sodomizzato. Il procuratore era Mona, che rischia anche lei di essere uccisa ma viene salvata dal compagno e da Maggie. Alex viene rintracciato in un covo di tossicodipendenti e viene salvato in tempo. Il ragazzo conferma agli agenti la sua innocenza così si pensa a suo padre come nuovo possibile omicida. Infatti quest'ultimo si incolpa per ciò che il figlio ha subito decidendo di vendicarsi di tutti coloro che hanno contribuito a mandarlo in carcere. Come ultimo obbiettivo sceglie Benny Delgado, amico del figlio Alex e vero assassino.
- Guest star: Yasmine Aker (Mona Nazari), Roshawn Franklin (agente Hobbs), Taylor Anthony Miller (Kelly Moran), Ty Jones (Roman Bryant), Jelani Alladin (Alex Bryant), Carolyn Holding (Nicole Mitchell), Kevin Carrigan (Arthur Mitchell), Manny Galan (Benny Delgado), Van Hansis (Todd Conroy), Joe Carroll (Pete Bradford), Bianca Laverne Jones (detective Wanda Howard), Samantha Wendorf (agente NYPD), Danielle Alonzo (Selina), Ellen Bryan (EMT), Tom Paolino (detective NYPD), Megan Allison Hayes (donna drogata), Paul Scanlan (Capo SWAT).
- Ascolti USA: 8 300 000 telespettatori[30]
- Ascolti Italia: 1 246 000 telespettatori – share 4,70%[31]

## Il sogno americano
- Titolo originale: American Dreams
- Diretto da: Terry Miller
- Scritto da: David Amann

### Trama
Due uomini rapiscono un intero scuolabus con 26 bambini uccidendo il conducente. I criminali rilasciano un video del riscatto in cambio di uno milione di dollari. Ad aiutare la squadra viene in soccorso Jess LaCroix. Infatti dal video, il sospetto risulta un latitante arrestato anni fa da LaCroix ovvero Sam Givens, uscito di prigione da poco tempo. Con uno stratagemma riescono a rintracciare Givens a casa della fidanzata ma dopo uno scontro a fuoco il latitante ferito fugge. Rintracciato tramite il telefonino usa e getta trovano il suo corpo gettato in un camion della spazzatura. Capiscono che il complice si è sbarazzato di lui. Dal video si accorgono che Owen, uno dei bambini rapiti, usa la lingua dei segni per lasciare un indizio. Capiscono che il nuovo sospetto è un certo P.T. In realtà è Tyler Kane, un suprematista bianco. Dopo varie indagini si scopre che i bambini sono in un parco divertimenti chiamato Play Town con iniziali P.T. quindi Owen stava indicando il luogo e non il criminale. Fatto irruzione gli agenti Zidan e Crosby uccidono Kane e liberano solo 25 bambini. Owen, figlio di genitori ricchi, era stato già liberato dietro compenso e accompagnato a casa da Emma, moglie di Kane, e un altro uomo. Le indagini continuano poiché si crede che il compenso ottenuto serva per imbastire un'azione terroristica.
- Nota. Questo episodio è la prima parte del crossover che si conclude con l'episodio di FBI: Most Wanted "Il risveglio" e per di più è il primo dei due episodi in cui la protagonista Missy Peregrym non è presente per maternità.
- Guest star: Julian McMahon (Jess LaCroix), Roxy Sternberg (Sheryll Barnes), Kellan Lutz (Kenny Crosby), Keisha Castle Hughe (Hana Gibson), Nathaniel Arcand (Clinton Skye), Roshawn Franklin (agente Hobbs), Vedette Lim (Elise Taylor), John Sousa (Carl Stubbs), Rosie Benton(Jill Jamison), Samantha Soule (Emma Kane/ragazza), Chris Barnes (Mike Mccabe), Rick Faugno (agente Kindig), Hudson Loverro (Owen Jamison), David Furr (Roger Jamison), Nathan Darrow (Ron Drexler), Airon Armstong (Sam Givens/Uomo mascherato n. 2/Uomo alto), Britt Faulkner (Terri Prader), Steven Boyer (Tyler Kane/Uomo mascherato / Kane mascherato), Carla Oudin (Nora), Anna Khaja (Yara Mahmoud), Juan Carlos Diaz (Autista di camion della spazzatura), Luke Younger (padre preoccupato), Darcie Siciliano (madre preoccupata).
- Ascolti USA: 10 670 000 telespettatori[32]
- Ascolti Italia: 1 379 000 telespettatori – share 5,30%[33]

## Relazioni pericolose
- Titolo originale: Emotional Rescue
- Diretto da: Monica Raymund
- Scritto da: Rick Eid e Joe Halpin

### Trama
La detective della polizia di Chicago Hailey Upton si unisce temporaneamente alla squadra dell'F.B.I per il programma interforze tra le varie forze dell'ordine. Indagando sull'omicidio di uno studente indiano tale Aman Patel, l'F.B.I. risale ad un traffico di droga gestito da una gang latinoamericana con base a Chicago. Infatti il coinquilino di Patel ovvero Lucas Reed è uno spacciatore. Tre giorni prima Reed insieme alla sua ragazza Harper Quinlan hanno ucciso un membro dei Latinplayers a cui rubano la droga che trasportava. Si scopre che Harper è legata a Reed da un amore malato visto che viene brutalmente picchiata. Proprio la nuova arrivata Upton si accorge della situazione e, visto che la gang ha sequestrato il padre di Harper in cambio della droga rubata, cerca di usare il dramma della ragazza per convincerla ad incontrare Reed per recuperare la droga e l'indirizzo per lo scambio. Da questo incontro non si ottiene nulla visto che Reed, accortosi della presenza dell'F.B.I., inizia uno scontro a fuoco che lo porta alla morte. Recuperano la droga che era nella Range Rover di Reed e organizzano un incontro tra la Harper e il capo della gang. La ragazza tenta di effettuare lo scambio ma anche di ottenere uno confessione sulla morte del povero Patel. Ci riesce ma quando il capo dei Latinplayers, ottenuta la droga, decide di uccidere il padre e Harper costringe gli agenti dell'F.B.I ad intervenire evitando il peggio arrestando il capo. 
- Nota. Questo episodio fa un'apparizione speciale Tracy Spiridakos nel ruolo del detective Hailey Upton (ruolo che interpreta nella serie Chicago P.D.) sostituendo la protagonista Missy Peregrym in congedo di maternità; il diciannovesimo episodio si rivela l'ultimo della stagione ed è anche l'ultimo episodio per Ebonee Noel nel ruolo dell'agente Kristen Chazel.
- Guest star: Tracy Spiridakos (Hailey Upton), Carolyn Braver (Harper Quinlan), Jon McCormick (Lucas Reed), Joseph Raymond Lucero (Marco), Mark Rowe (Tom Quinlan), Dhanish Karthik (Aman Patel), Nathaniel De La Rosa(Santiago Gonzales), Guy Wellman (guardia), Damian Buzzerio (detective Lopez), Sarah Dacey-Charles (Provost Kaplan), Kenneth Lee (professore Banks), Jason Cottle (Frank Prichard), Coledyn Garrow (ragazzo di origine latina), Rick Faugno (agente Kindig).
- Ascolti USA: 10 850 000 telespettatori[34]
- Ascolti Italia: 1 340 000 telespettatori – share 5,10%[35]